# Rock Island (Washington)
Rock Island é uma cidade localizada no estado norte-americano de Washington, no Condado de Douglas.

## Demografia
Segundo o censo norte-americano de 2000, a sua população era de 863 habitantes.
Em 2006, foi estimada uma população de 854, um decréscimo de 9 (-1.0%).

## Geografia
De acordo com o United States Census Bureau tem uma área de
1,6 km², dos quais 1,5 km² cobertos por terra e 0,1 km² cobertos por água. Rock Island localiza-se a aproximadamente 196 m acima do nível do mar.

## Localidades na vizinhança
O diagrama seguinte representa as localidades num raio de 20 km ao redor de Rock Island.